# Inatteso
Inatteso è un documentario del 2005 diretto da Domenico Distilo.
Film di diploma del regista al Centro Sperimentale di Cinematografia, è un documentario sulla richiesta di asilo politico in Italia.

## Trama
Chi chiede asilo politico in Italia teme per la propria sopravvivenza. È costretto ad attendere diversi anni con il divieto di lavorare e senza ricevere assistenza dallo Stato. Non un luogo dove stare, né cibo, né informazioni.
I profughi si riuniscono in comunità, costruendo rifugi, occupando edifici abbandonati nei pressi dei luoghi del lavoro agricolo e spostandosi seguendo le stagioni di raccolta. Sopravvivono grazie alla loro rete di solidarietà, alle associazioni di volontariato ed al lavoro nero. A partire da Roma, dove una vasta comunità ha occupato gli ex magazzini delle Ferrovie dello Stato nei pressi della stazione Tiburtina, il film traccia le tappe del viaggio di una popolazione nomade di profughi richiedenti asilo, che attraversando la penisola italiana raggiunge i luoghi delle raccolte stagionali per poter così sopravvivere. 
Un viaggio nella geografia dell'esilio di eroi, disertori e profughi delle guerre post-coloniali dell'Africa, nuovi migranti d'Europa.

## Produzione
Una parte del film - documentario è stata girata in Puglia, a Spongano.
Il poeta Erri De Luca ha composto per il film una poesia, intitolata Loro.

## Distribuzione
Viene presentato nel 2005 al Festival dei Popoli, e nel 2006 alla Berlinale (nella sezione Forum), al Film Festival di Alicante, dove vince il premio come miglior documentario, al Festival del cinema europeo, al Bellaria Film Festival, all'Arcipelago Film Festival di Roma, vincendo la menzione speciale della giuria, alla Mostra internazionale del Nuovo Cinema di Pesaro, al festival El ojo cojo di Madrid, al Sulmonacinema Film Festival, al festival Unheard Voices di Londra ed altri festival minori.

## Riconoscimenti
- 2006 - Film Festival di Alicante
  - Miglior documentario [2]
- 2006 - Arcipelago Film Festival
  - Menzione speciale della giuria[5]